# イカ墨
イカ墨（イカすみ）は、イカが水中に排出する、粘性の高い黒褐色の液体である。主に、捕食者から逃れるために使われる。
近縁なタコも墨を吐くが、組成などが異なる。

## 生態
墨は、鰓の間にある墨袋（墨汁嚢）から排出される。
タコの墨は外敵の視界をさえぎることを目的として一気に広がるのに対し、イカの墨は一旦紡錘形にまとまってから大きく広がる。紡錘形にまとまるのは、自分の体と似た形のものを出し、敵がそちらに気を取られているうちに逃げるためと考えられている。

## 組成
イカ墨の色素成分はメラニン（ユーメラニン）である。アミノ酸を含み、粘性が高く、食材としての価値が高い。

## 利用

### 顔料
イカ墨（ときにタコ墨）から作られた黒茶色の顔料をセピアといい、かつては絵の具やインクに使われた。同系統の色（      ）をセピア色という。セピアという語は、ラテン語でコウイカ（学名 Sepia）に由来する。

### 食材

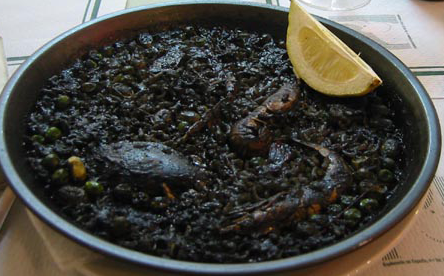
イカスミのパエリア（Arròs negre）

主に地中海地方でイカ墨を調理に使う。パスタソースに使ったイカスミスパゲッティや、パエリア（アロス・ネグロ）に混ぜるなどして使われる。
日本では、中世にポルトガルの宣教師から伝わり、「イカ墨汁」などで食材として使われていた。江戸時代には例えば黒作り（富山県の郷土料理で、イカの塩辛にイカ墨をつけたもの）などが作られていた。現代はイタリア料理・スペイン料理の影響から、和食・洋食に使われるようになった。
タコ墨はイカ墨と比べて旨味成分であるアスパラギン酸やグルタミン酸などのアミノ酸を豊富に含むが、取り出すのが困難で量が少ない。これに対し、イカ墨は粘性が高くタコ墨よりも料理に適する。
中世のヴェネツィアではペスト（黒死病）に対する薬効があると信じられ、好んで食べられた。
なお、イカスミを摂取した後は便が黒くタール状になるうえに便潜血検査も陽性になるため、消化管出血と間違われやすい。便検査を受ける前の数日間に摂取すると、誤った検査結果が出る恐れがあるので、注意が必要である。

#### イカ墨を利用した料理・食品
- イカスミスパゲッティ
- アロス・ネグロまたはパエージャ・ネグロ - イカ墨のパエリア
- イカ墨汁 - 沖縄料理
- 黒作り - イカ墨を入れた塩辛